# Loi Sáenz Peña
Lire en ligne
- Texte de loi et débats (348 pages)

La loi Sáenz Peña, adoptée par le congrès argentin le 10 février 1912, est la loi établissant le suffrage universel secret et obligatoire pour les citoyens argentins, de naissance ou naturalisés, âgés de plus de 18 ans, résidant sur le territoire national, et moyennant qu’ils soient inscrits sur le registre électoral. 
Cette loi doit son nom à son initiateur, le président Roque Sáenz Peña, membre de la fraction dite moderniste du Parti autonomiste national ; l’homme politique catholique Indalecio Gómez, alors ministre de l’Intérieur, en fut le coauteur.
En réalité, le droit de vote ne fut pas institué par cette loi de façon universelle. En étaient d’abord exclus les femmes (le vote des femmes ne devant en effet être accordé que 35 ans après, en 1947, sous l’impulsion notamment d’Eva Perón), ensuite les habitants des territoires dit nationaux (zones ne faisant partie d’aucune province et placées sous administration directe de l’État central) ; d’autres personnes encore étaient considérées inaptes à exercer le droit de vote, comme les déments déclarés tels par jugement et les sourds-muets incapables de s’exprimer par écrit, mais également, de par leur état et condition, les religieux, les militaires et ceux détenus sur décision d’un juge compétent ; enfin, pour cause d’indignité, étaient interdits d’exprimer leur voix les récidivistes condamnés pour des délits contre la propriété, et ce pour une durée de cinq ans à compter de l’accomplissement de la peine, ainsi que les condamnés du chef de faux témoignage ou de délits électoraux, pour une durée de cinq ans.
La loi prévoyait la constitution de comités de surveillance des scrutins, chargés du décompte des voix, et tenus de se réunir à la Chambre des députés de la Nation ou à la Législature de la ville de Buenos Aires. Ces comités devaient être créés dans chaque capitale de province et avoir dans leurs rangs le président de la Cour d’appel fédérale, le Juge fédéral et le président de la Cour supérieure de justice de la province concernée. Dans la capitale nationale Buenos Aires, le président de la Chambre civile devait en être membre.

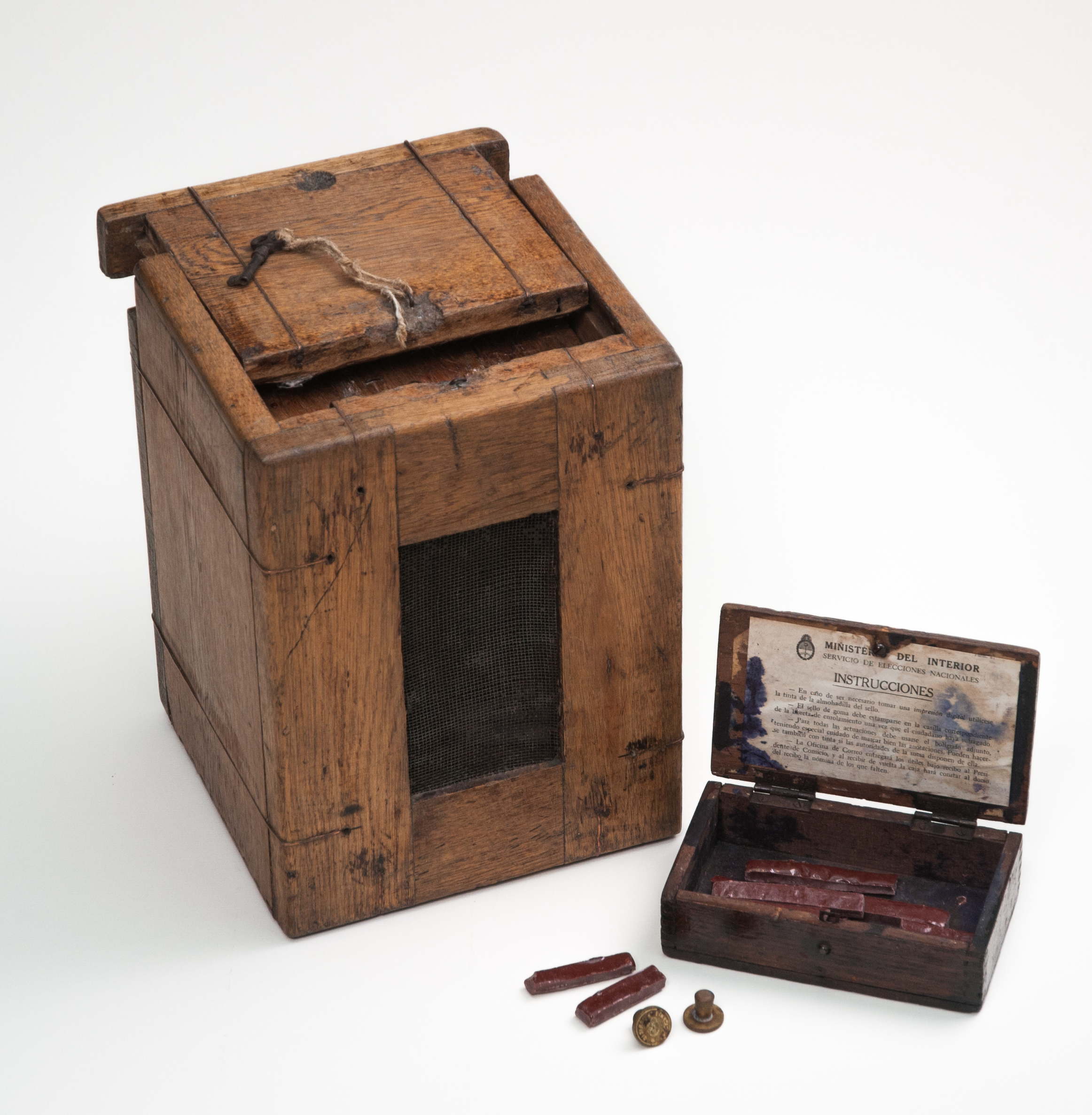
Urne électorale utilisée lors des élections de 1916

La loi trouva application pour la première fois en avril 1912, à Santa Fe et à Buenos Aires. La première élection présidentielle organisée sous le régime de la loi eut lieu en 1916, quatre ans après son adoption, et vit la victoire d’Hipólito Yrigoyen, candidat de l’UCR, principale force d’opposition au Parti autonomiste national et jusque-là écartée du pouvoir.